# Tiruvallur
Tiruvallur (o Tiruvellore) è una suddivisione dell'India, classificata come municipality, di 45.517 abitanti, capoluogo del distretto di Tiruvallur, nello stato federato del Tamil Nadu. In base al numero di abitanti la città rientra nella classe III (da 20.000 a 49.999 persone). È ben nota per il Tempio di Thiruevvul dedicato al dio indu Visnù ed uno dei 108 templi dedicato a questo dio noti con il nome di Divya Desam.

## Geografia fisica
La città è situata a 13° 9' 0 N e 79° 55' 0 E e ha un'altitudine di 44 m s.l.m..

## Società

### Evoluzione demografica
Al censimento del 2001 la popolazione di Tiruvallur assommava a 45.517 persone, delle quali 22.924 maschi e 22.593 femmine. I bambini di età inferiore o uguale ai sei anni assommavano a 4.789, dei quali 2.433 maschi e 2.356 femmine. Infine, coloro che erano in grado di saper almeno leggere e scrivere erano 34.430, dei quali 18.733 maschi e 15.697 femmine.